# Jerry Pournelle
Œuvres principales
- The CoDominium
- Falkenberg's Legion
- Man-Kzin Wars (Univers connu)

Jeremia Eugene Pournelle, dit Jerry Pournelle, né le 7 août 1933 à Shreveport en Louisiane et mort le 8 septembre 2017 à Los Angeles en Californie, est un politologue, journaliste et écrivain américain de science-fiction et de survivalisme.
Il collabore également au magazine Byte pendant de nombreuses années.

## Biographie
Jerry Pournelle est né à Shreveport (États-Unis). Il sert dans l'Armée de terre des États-Unis, pendant la guerre de Corée, en tant que lieutenant d'artillerie.
Après son service militaire, il suit des études en psychologie, statistiques, ingénierie et science politique. Il obtient deux doctorats dans ces différentes matières.
Il s'engage ensuite dans la vie publique et politique, tout d'abord comme assistant du directeur de la recherche de Los Angeles et comme responsable de campagne pour les élections au Congrès des États-Unis de Barry Goldwater Jr. et de Sam Yorty.
Il a notamment écrit la partie du discours sur l'état de l'Union de Ronald Reagan en 1983 concernant l'Initiative de défense stratégique. Enfin, il a écrit (en collaboration avec Russell Kirk et Stefan T. Possony) de nombreuses études dans le domaine aéronautique.
Pournelle commence à écrire des romans sous le nom de Wade Curtis à partir de 1965. Il publie ensuite une dizaine de romans sous son nom, et il commence une longue collaboration qui dure depuis les années 1970 avec Larry Niven.
Il est président de la Science Fiction and Fantasy Writers of America de 1973 à 1974.

## Activités journalistiques
Jerry Pournelle a tenu pendant de nombreuses années une chronique appelée Chaos Manor dans la version papier, puis dans la version Web du magazine Byte. Dans cette tribune, il décrit principalement ses expériences personnelles de configuration informatique, tant logicielles que matérielles.
À partir de 1998, Pournelle tient un blog quotidien qui est en fait un site web complet organisé sous forme de vues quotidiennes. Et à partir de 2003, il contribue au magazine de programmation Dr. Dobb's Journal (en).

## Diagramme de Pournelle

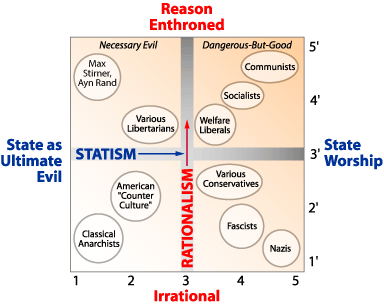
Diagramme de Pournelle

Pournelle est également connu pour avoir développé en 1962 un diagramme qui porte son nom. Ce graphe permet de représenter, sur 2 dimensions, différentes idéologies politiques tout comme le diagramme de Nolan. Il représente, en abscisse, le degré d'étatisme et en ordonnée le degré de rationalisme.

Dans ce diagramme, les différents courants politiques sont disposés ainsi : 

| Peu de contrôle étatique - Haut rationalisme : libertarianisme | Haut contrôle de l'État - Haut rationalisme : socialisme, communisme |
| Peu de contrôle étatique - Peu de rationalisme : anarchisme    | Haut contrôle de l'État - Peu de rationalisme : fascisme             |

## La loi de fer de la bureaucratie
Une citation parmi les plus célèbres de Pournelle est connue sous le nom Iron Law of Bureaucracy:

« Dans n'importe quel système bureaucratique, les gens qui servent la bureaucratie elle même prennent inévitablement le contrôle du système, tandis que ceux qui servent le but initial que l'organisation était censé accomplir ont de moins en moins d'influence, parfois jusqu'à leur élimination complète. »

Il a par la suite reformulé ce principe de la manière suivante :

« ...dans une organisation bureaucratique on trouve deux types d'acteurs : ceux qui travaillent à progresser dans le but réel de l'organisation, et ceux qui travaillent à faire progresser l'organisation elle-même. Par exemple : dans le milieu éducatif, on trouve d'un côté des enseignants qui travaillent et se sacrifient pour éduquer des enfants, et de l'autre côté des syndicalistes qui travaillent à protéger tous les enseignants y compris les plus incompétents. La loi de fer dit que dans tous les cas, le deuxième type d'acteur finira toujours par prendre le contrôle de l'organisation »

Elle est parfois présentée comme un corollaire de la troisième règle de la politique selon Robert Conquest.

## Œuvres

### SérieCoDominium
1. (en) A Spaceship for the King, 1973Également publié sous le nom King David's Spaceship
2. La Poussière dans l'œil de Dieu, Albin Michel, coll. « Super+Fiction », 1981 ((en) The Mote In God's Eye, 1974)Écrit avec Larry Niven.
3. (en) West of Honor, 1976
4. (en) The Mercenary, 1977
5. (en) The Gripping Hand, 1991Écrit avec Larry Niven.

### SérieHeorot
Cette série est coécrite avec Steven Barnes et Larry Niven.
1. (en) The Legacy of Heorot, 1987
2. (en) Beowulf's Children, 1995
3. (en) Starborn & Godsons, 2020

### SérieFalkenberg's Legion
Cette série est coécrite avec Stephen Michael Stirling.
1. (en) Prince of Mercenaries, 1989
2. (en) Falkenberg's Legion, 1990
3. (en) Prince of Sparta, 1993
4. (en) Go Tell the Spartans, 1991

### SérieJanissaries
1. (en) Janissaries, 1979
2. (en) Clan and Crown, 1982Écrit avec Roland J. Green.
3. (en) Storms of Victory, 1987Écrit avec Roland J. Green.
4. (en) Mamelukes, 2020Écrit avec David Weber et Phillip Pournelle.

### Romans indépendants
- (en) Inferno, Orb, 1976  (ISBN 9780765316769)Écrit avec Larry Niven.
- (en) Lucifer's hammer, Fawcett Crest, 1977  (ISBN 9780449208137)Écrit avec Larry Niven.
- (en) The Endless Frontier, 1979
- (en) Footfall, Ballantine Books, 1986  (ISBN 9780345323446)Écrit avec Larry Niven.
- (en) Man-Kzin Wars II, 1989Écrit avec Larry Niven et S. M. Stirling.
- (en) Man-Kzin Wars III, 1990Écrit avec Larry Niven et S. M. Stirling.
- (en) Man-Kzin Wars V, 1992Écrit avec Larry Niven et S. M. Stirling.
- (en) Fallen Angels, 1991Écrit avec Michael F. Flynn et Larry Niven.
- (en) The Burning Tower, 2005

### Autres publications
- (en) Stability and national security (Air Force Directorate of Doctrines, Concepts and Objectives), 1968
- (en) Stefan Possony, Francis X. Kane et Jerry Pournelle, The strategy of technology; winning the decisive war, Cambridge, Mass, University Press of Cambridge, 1970 (ISBN 0-8424-0015-X, lire en ligne)
- (en) A Step Farther Out, 1981
- (en) The users guide to small computers, 1984
- (en) Mutually Assured Survival, 1984
- (en) Adventures in Microland, 1985
- (en) Guide to Disc Operating System and Easy Computing, 1989
- (en) Jerry Pournelle et Michael Banks, Pournelle's PC communications bible : the ultimate guide to productivity with a modem, Redmond, Wash, Microsoft Press, 1992, 650 p. (ISBN 9781556153938)
- (en) Jerry Pournelle's Guide to DOS and Easy Computing: DOS over Easy, 1992
- (en) Jerry Pournelle's Windows With an Attitude, 1995
- (en) PC Hardware: The Definitive Guide, 2003Écrit avec Bob Thompson.
- (en) 1001 Computer Words You Need to Know, 2004

## Récompenses
- Prix Prometheus temple de la renommée 2001
- Bronze Medal, American Security Council 1964
- Prix Astounding du meilleur nouvel écrivain 1973
- Prix Prometheus 1992 pour Fallen Angels
- Prix Robert A. Heinlein (en) 2005 (avec Larry Niven)

## Anecdote
Jerry Pournelle est reconnu comme étant le premier auteur qui a écrit une partie d'un livre publié en utilisant un logiciel de traitement de texte, c'est-à-dire Electric Pencil, sur un ordinateur personnel. En 1977, Pournelle, en voyant le programme, décida qu'il serait utile pour améliorer sa productivité afin de ne pas avoir à réécrire des pages entières.